# كرايغ جونز (متسابق دراجات نارية)
كرايغ جونز (بالإنجليزية: Craig Jones)‏ هو متسابق دراجات نارية بريطاني، ولد في 16 يناير 1985 في كرو (تشيشير) في المملكة المتحدة، وتوفي في 4 أغسطس 2008 في لندن في المملكة المتحدة.

## روابط خارجية
- كريغ جونز على موقع WorldSBK.com (الإنجليزية)